# ينز يريميز
ينز يريميز (بالألمانية: Jens Jeremies)‏ مواليد 5 مارس 1974 في غورليتس، ألمانيا الشرقية، هو لاعب كرة قدم ألماني دولي سابق كان يلعب كلاعب وسط. سبق له أن لعب في كأس العالم لكرة القدم مع منتخب بلاده. لعب خلال مسيرته 248 مباراة سجل خلالها 9 أهداف.

## مرحلة الشباب

### أندية لعب لها
- دينامو دريسدن

## المسيرة الاحترافية

### أندية لعب لها
- دينامو دريسدن
- ميونخ 1860
- بايرن ميونخ

## روابط خارجية
- ينز يريميز على موقع الاتحاد الدولي (مؤرشف)  (الإنجليزية)
- ينز يريميز على موقع الاتحاد الأوربي (الإنجليزية)
- ينز يريميز على موقع قاعدة بيانات كرة القدم.إي يو (الإنجليزية)
- ينز يريميز على موقع بيانات كرة القدم. دي إي (الألمانية)
- ينز يريميز على موقع ناشيونال فوتبول تيمز (الإنجليزية)
- ينز يريميز على موقع Soccerway.com (الإنجليزية)
- ينز يريميز على موقع عالم كرة القدم.نت (الإنجليزية)